# Ourapteryx nigrifimbria
Ourapteryx nigrifimbria är en fjärilsart som beskrevs av Louis Beethoven Prout 1928. Ourapteryx nigrifimbria ingår i släktet Ourapteryx och familjen mätare. Inga underarter finns listade i Catalogue of Life.